# گراداتس (ایوانگیتسا)
گراداتس (به صربی: Gradac) یک منطقهٔ مسکونی در صربستان است که در ایوانئیتسا واقع شده‌است. گراداتس ۱۲٫۴۰ کیلومتر مربع مساحت و ۷۳ نفر جمعیت دارد.